# Aljoša Nikolić
Aljoša Nikolić (Split, 14. siječnja 1948. – Dubrovnik, 17. srpnja 2010.) bio je pukovnik Hrvatske vojske, hrvatski dragovoljac Domovinskog rata, osnivač i zapovjednik dubrovačkog Odreda naoružanih brodova, ronilac i izumitelj prvog hrvatskog aparata za tehničko ronjenje na velikim dubinama.

## Životopis
Aljoša Nikolić rođen je u Splitu odakle je sredinom sedamdesetih godina 20. stoljeća preselio i stalno se nastanio u Dubrovniku. Ronjenjem se počeo baviti krajem šezesetih godina prošlog stoljeća u splitskom podvodno istraživačkom klubu Mornar, a za života je proglašen jednom od pet legendi toga sportskog društva. Pocetkom osamdesetih Aljoša Nikolić je doživio veliku nesreću kad je zbog eksplozije boce s komprimiranim zrakom ostao bez jedne noge, a i druga je bila teško povrijeđena. Početkom agresije na Hrvatsku, Aljoša je zajedno s Dubrovčanima Miljenkom Bratošem i Rudijem Butkovićem osnovao legendrani dubrovački Odred naoružanih brodova kojim je zapovijedao do njegovog raspuštanja krajem 1992. godine.
Nakon duge i teške bolesti srca, Aljoša Nikolić preminuo je 17. srpnja 2010. godine u Dubrovniku gdje je i pokopan na gradskom groblju Boninovo.

## Vanjske poveznice
- Dubrovački vjesnik - Komemoracija  Arhivirana inačica izvorne stranice od 23. srpnja 2010. (Wayback Machine)